# 丹野実
丹野 実（實、たんの みのる、1910年（明治43年）2月15日 - 1976年（昭和51年）7月2日）は、昭和期の漁業指導者、政治家。衆議院議員。

## 経歴
宮城県宮城郡塩竈町（現塩竈市）で、丹野富治郎の息子として生まれた
塩竃市漁業会長、宮城県水産評議員、同食糧品統制組合理事、同粉食協会常任理事、同社会事業協会顧問、同生活協同体連合会理事などを務めた。
政界では、塩竈市会議員、同参事会員を務めた。1946年（昭和21年）4月、第22回衆議院議員総選挙に宮城県全県区から無所属で出馬して当選し、衆議院議員に1期在任した。この間、国民協同党政調会水産部長などを務めた。
その後、全国海苔増殖協会副会長、宮城県漁業協同組合会長、同県信用漁業協同組合連合会長、全国漁業協同組合連合会理事、関東北漁協連会長、大洋缶詰社長、日本ポゾラン会長、新東北化学社長などに在任した。

## 国政選挙歴
- 第22回衆議院議員総選挙（宮城県全県区、1946年4月、無所属）当選[4]
- 第23回衆議院議員総選挙（宮城県第1区、1947年4月、国民協同党公認）落選[5]
- 第24回衆議院議員総選挙（宮城県第1区、1949年1月、国民協同党）落選[6]
- 第25回衆議院議員総選挙（宮城県第1区、1952年10月、無所属）落選[6]